# Kerodon
Kerodon (Cuvier, 1825) è un genere di roditori della famiglia dei Caviidi comunemente noti come cavie delle rocce o moco.

## Descrizione

### Dimensioni
Al genere Kerodon appartengono roditori di grandi dimensioni, con lunghezza della testa e del corpo tra 310 e 385 mm e un peso fino a 1,1 kg.

### Caratteristiche craniche e dentarie
Il cranio presenta un rostro sottile, è privo di cresta sagittale, il foro infra-orbitale è privo del canale per la trasmissione dei nervi. I fori palatali sono notevolmente stretti. La bolla timpanica è di normali dimensioni mentre il processo para-occipitale è alquanto allungato. 
Sono caratterizzati dalla seguente formula dentaria:

### Aspetto
L'aspetto è quello di una grossa cavia con gli arti brevi, la testa grande, con grandi occhi ed orecchie relativamente corte e una pelliccia moderatamente lunga. Le parti dorsali sono grigiastre mentre le parti ventrali sono marroni chiare. Le dita delle zampe sono munite di unghie smussate eccetto le dita più interne che hanno un piccolo artiglio. La coda è assente oppure ridotta ad un tubercolo. Lo sterno è particolarmente stretto ed arrotondato.

## Distribuzione
Il genere è endemico del Brasile orientale.

## Tassonomia
Il genere comprende 2 specie:
- Kerodon acrobata Moojen, Locks, and Langguth, 1997
- Kerodon rupestris Wied, 1820